# Circuit Het Volk 2001
La 56e édition du Circuit Het Volk a eu lieu le 3 mars 2001, entre Gent et Lokeren. Elle a été remportée par l'Italien Michele Bartoli (Mapei-Quick Step) devant le Belge Hendrik Van Dijck (Lotto-Adecco) et le Néerlandais Matthé Pronk (Rabobank).
La course est disputée sur un parcours de 200 kilomètres.

## Présentation

### Parcours
La course donne le coup d'envoi de la saison des classiques flandriennes sur un parcours de 202 kilomètres dans la province de Flandre Orientale. Elle commence dans la ville de Gand et se termine dans la municipalité de Lokeren, comme les années précédentes.
Au total, neuf monts, dont certains sont pavés, sont au programme de l'épreuve :
| Mont | Nom             | Km  | Revêtement       | Longueur (m) | Pente moyenne | Pente maxi | Km de l'arrivée |
| ---- | --------------- | --- | ---------------- | ------------ | ------------- | ---------- | --------------- |
| 1    | Kluisberg       | 36  | asphalte         | 1 100m       | 6 %           | 11 %       | 164             |
| 2    | Côte de Trieu   | 43  | asphalte         | 1 100 m      | 8 %           | 13 %       | 157             |
| 3    | Vieux Quaremont | 67  | asphalte / pavés | 2 200 m      | 4,2 %         | 11 %       | 133             |
| 4    | Pottelberg      | 62  | asphalte         | 1 600        | 6,2 %         | 10 %       | 140             |
| 5    | Mur de Grammont | 84  | pavés            | 1 139        | 9,2 %         | 19,8 %     | 116             |
| 6    | Valkenberg      | 103 | asphalte         | 540          | 8,1 %         | 12,8 %     | 97              |
| 7    | Eikenberg       | 115 | pavés            | 1 200        | 5,78 %        | 9,9 %      | 85              |
| 8    | Leberg          | 128 | asphalte         | 950          | 4,2 %         | 13,8 %     | 72              |
| 9    | Molenberg       | 143 | pavés            | 463          | 7 %           | 14,2 %     | 57              |

### Équipes
On retrouve un total de 25 équipes au départ, 21 faisant partie des GSI, la première division mondiale, et les quatre dernières des GSII, la seconde division mondiale.
| Groupes sportifs I (14)- Domo-Farm Frites-Latexco - Lotto-Adecco - Deutsche Telekom - Team Coast-Buffalo - Cofidis-Le Crédit par Téléphone - Festina - Crédit agricole - Mapei-Quick Step - Lampre-Daikin - Tacconi Sport-Vini Caldirola - Fassa Bortolo - Rabobank - Mercury-Viatel - CSC-World Online Groupes sportifs II (11)- Vlaanderen-T-Interim - Collstrop-Palmans - Flanders-Prefetex - Landbouwkrediet-Colnago - Ville de Charleroi-New Systems - Gerolsteiner - La Française des jeux - AG2R Prévoyance - Bonjour - Colpack-Astro - Bankgiroloterij-Batavus |
| |

## Classements

### Classement de la course
| \| Classement général \| Classement général \| Classement général \| Classement général \| Classement général \| \| Coureur \| Coureur \| Pays \| Équipe \| Temps \| \| ------------------ \| ------------------ \| ------------------ \| ---------------------------- \| ------------------ \| \| 1er \| Michele Bartoli \| Italie \| Mapei-Quick Step \| 4 h 52 min 00 s \| \| 2e \| Hendrik Van Dijck \| Belgique \| Lotto-Adecco \| + 0 s \| \| 3e \| Matthé Pronk \| Pays-Bas \| Rabobank \| + 0 s \| \| 4e \| Arvis Piziks \| Lettonie \| CSC-World Online \| + 0 s \| \| 5e \| Fabien De Waele \| Belgique \| Lotto-Adecco \| + 0 s \| \| 6e \| Daniele Nardello \| Italie \| Mapei-Quick Step \| + 0 s \| \| 7e \| Maarten den Bakker \| Pays-Bas \| Rabobank \| + 0 s \| \| 8e \| Paul Van Hyfte \| Belgique \| Lotto-Adecco \| + 18 s \| \| 9e \| Didier Rous \| France \| Bonjour \| + 2 min 15 s \| \| 10e \| Pieter Vries \| Pays-Bas \| Batavus-Bankgiroloterij \| + 2 min 58 s \| \| 11e \| Hans De Meester \| Belgique \| Collstrop-Palmans \| + 5 min 49 s \| \| 12e \| Frank Høj \| Danemark \| Team Coast-Buffalo \| + 5 min 49 s \| \| 13e \| Andreas Klier \| Allemagne \| Deutsche Telekom \| + 5 min 49 s \| \| 14e \| Mauro Radaelli \| Italie \| Tacconi Sport-Vini Caldirola \| + 5 min 49 s \| \| 15e \| Emmanuel Magnien \| France \| La Française des jeux \| + 5 min 49 s \| \| 16e \| Peter Van Petegem \| Belgique \| Mercury-Viatel \| + 5 min 49 s \| \| 17e \| Gianluca Bortolami \| Italie \| Tacconi Sport-Vini Caldirola \| + 5 min 49 s \| \| 18e \| Rolf Sørensen \| Danemark \| CSC-World Online \| + 5 min 49 s \| \| 19e \| Sergueï Ivanov \| Russie \| Fassa Bortolo \| + 5 min 49 s \| \| 20e \| Geert Omloop \| Belgique \| Collstrop-Palmans \| + 5 min 49 s \| |                    |           |                              |                 |
| |                    |           |                              |                 |
| |                    |           |                              |                 |
| Classement général |                    |           |                              |                 |
| Coureur | Coureur            | Pays      | Équipe                       | Temps           |
| 1er | Michele Bartoli    | Italie    | Mapei-Quick Step             | 4 h 52 min 00 s |
| 2e | Hendrik Van Dijck  | Belgique  | Lotto-Adecco                 | + 0 s           |
| 3e | Matthé Pronk       | Pays-Bas  | Rabobank                     | + 0 s           |
| 4e | Arvis Piziks       | Lettonie  | CSC-World Online             | + 0 s           |
| 5e | Fabien De Waele    | Belgique  | Lotto-Adecco                 | + 0 s           |
| 6e | Daniele Nardello   | Italie    | Mapei-Quick Step             | + 0 s           |
| 7e | Maarten den Bakker | Pays-Bas  | Rabobank                     | + 0 s           |
| 8e | Paul Van Hyfte     | Belgique  | Lotto-Adecco                 | + 18 s          |
| 9e | Didier Rous        | France    | Bonjour                      | + 2 min 15 s    |
| 10e | Pieter Vries       | Pays-Bas  | Batavus-Bankgiroloterij      | + 2 min 58 s    |
| 11e | Hans De Meester    | Belgique  | Collstrop-Palmans            | + 5 min 49 s    |
| 12e | Frank Høj          | Danemark  | Team Coast-Buffalo           | + 5 min 49 s    |
| 13e | Andreas Klier      | Allemagne | Deutsche Telekom             | + 5 min 49 s    |
| 14e | Mauro Radaelli     | Italie    | Tacconi Sport-Vini Caldirola | + 5 min 49 s    |
| 15e | Emmanuel Magnien   | France    | La Française des jeux        | + 5 min 49 s    |
| 16e | Peter Van Petegem  | Belgique  | Mercury-Viatel               | + 5 min 49 s    |
| 17e | Gianluca Bortolami | Italie    | Tacconi Sport-Vini Caldirola | + 5 min 49 s    |
| 18e | Rolf Sørensen      | Danemark  | CSC-World Online             | + 5 min 49 s    |
| 19e | Sergueï Ivanov     | Russie    | Fassa Bortolo                | + 5 min 49 s    |
| 20e | Geert Omloop       | Belgique  | Collstrop-Palmans            | + 5 min 49 s    |

## Liste des participants
| Liste des participants | Liste des participants  | Liste des participants |
| --- | ----------------------- | ---------------------- |
| \| Domo-Farm Frites-Latexco DFF \| Domo-Farm Frites-Latexco DFF \| Domo-Farm Frites-Latexco DFF \| \| ---------------------------- \| ---------------------------- \| ---------------------------- \| \| Num \| Coureur \| Pos \| \| 1 \| Johan Museeuw (BEL) \| \| \| 2 \| Servais Knaven (NED) \| \| \| 3 \| Wilfried Peeters (BEL) \| \| \| 4 \| Fred Rodriguez (USA) \| \| \| 5 \| Max van Heeswijk (NED) \| \| \| 6 \| Romāns Vainšteins (LAT) \| \| \| 7 \| Marco Milesi (ITA) \| \| \| 8 \| Enrico Cassani (ITA) \| \| |                         |                        |
| Domo-Farm Frites-Latexco DFF |                         |                        |
| Num | Coureur                 | Pos                    |
| 1 | Johan Museeuw (BEL)     |                        |
| 2 | Servais Knaven (NED)    |                        |
| 3 | Wilfried Peeters (BEL)  |                        |
| 4 | Fred Rodriguez (USA)    |                        |
| 5 | Max van Heeswijk (NED)  |                        |
| 6 | Romāns Vainšteins (LAT) |                        |
| 7 | Marco Milesi (ITA)      |                        |
| 8 | Enrico Cassani (ITA)    |                        |

| Domo-Farm Frites-Latexco DFF | Domo-Farm Frites-Latexco DFF | Domo-Farm Frites-Latexco DFF |
| ---------------------------- | ---------------------------- | ---------------------------- |
| Num                          | Coureur                      | Pos                          |
| 1                            | Johan Museeuw (BEL)          |                              |
| 2                            | Servais Knaven (NED)         |                              |
| 3                            | Wilfried Peeters (BEL)       |                              |
| 4                            | Fred Rodriguez (USA)         |                              |
| 5                            | Max van Heeswijk (NED)       |                              |
| 6                            | Romāns Vainšteins (LAT)      |                              |
| 7                            | Marco Milesi (ITA)           |                              |
| 8                            | Enrico Cassani (ITA)         |                              |